# Lista de vereadores de Ribeirão Preto da 3.ª Legislatura
Esta é a lista de vereadores de Ribeirão Preto, município brasileiro do estado de São Paulo.
São relacionados os nomes dos parlamentares da 6ª legislatura de Ribeirão Preto, que assumiram o cargo em 1º de janeiro de 1956 até 31 de dezembro de 1959.
| Nome                          | Partido | Mandato                                        | Nota |
| ----------------------------- | ------- | ---------------------------------------------- | ---- |
| Antonio Nogueira de Oliveira  | PDC     | 1º de janeiro de 1956 - 31 de dezembro de 1959 |      |
| Antonio Rios Netto            | PSB     | 1º de janeiro de 1956 - 31 de dezembro de 1959 |      |
| Áureo Norberto da Silva       | PTN     | 1º de janeiro de 1956 - 31 de dezembro de 1959 |      |
| Carlos José Quites            | PSD     | 1º de janeiro de 1956 - 31 de dezembro de 1959 |      |
| Celso Paschoal                | PSP     | 1º de Janeiro de 1956 - 31 de dezembro de 1959 |      |
| Francisco Luciano Lepera      | PTN     | 1º de janeiro de 1956 - 31 de dezembro de 1959 |      |
| Gavino Virdes                 | PTN     | 1º de janeiro de 1956 - 31 de dezembro de 1959 |      |
| Guilherme Giro                | PTB     | 1º de janeiro de 1956 - 31 de dezembro de 1959 |      |
| Honorato de Lucca             | PTN     | 1º de janeiro de 1956 - 31 de dezembro de 1959 |      |
| José do Carmo G. M. Ferreira  | PSB     | 1º de janeiro de 1956 - 31 de dezembro de 1959 |      |
| José Maria Morgade de Miranda | PSP     | 1º de janeiro de 1956 - 31 de dezembro de 1959 |      |
| José Mortari                  | PTN     | 1º de janeiro de 1956 - 31 de dezembro de 1959 |      |
| José Spanó                    | PTN     | 1º de janeiro de 1956 - 31 de dezembro de 1959 |      |
| José Veloni                   | PSB     | 1º de Janeiro de 1956 - 31 de dezembro de 1959 |      |
| Luiz Salomone                 | PRP     | 1º de janeiro de 1956 - 31 de dezembro de 1959 |      |
| Manir Antonio Calil           | UDN     | 1º de janeiro de 1956 - 31 de dezembro de 1959 |      |
| Octavio Terreri               | UDN     | 1º de janeiro de 1956 - 31 de dezembro de 1959 |      |
| Olympio Rossi                 | PTN     | 1º de janeiro de 1956 - 31 de dezembro de 1959 |      |
| Orlando Jurca                 | PSP     | 1º de janeiro de 1956 - 31 de dezembro de 1959 |      |
| Orlando Victaliano            | PSP     | 1º de janeiro de 1956 - 31 de dezembro de 1959 |      |
| Sebastião Fernandes Palma     | PDC     | 1º de janeiro de 1956 - 31 de dezembro de 1959 |      |